# Lime 3 (álbum de Lime)
Lime 3 es el tercer álbum de estudio del grupo canadiense Lime. Fue lanzado en 1983 por el sello discográfico Matra Records. Se extrajeron los sencillos "Angel Eyes" (n.º 12 de la US Dance Charts), "Guilty" (n.º 22 de la US Dance Charts) y "On the Grid".

## Lista de canciones
| N.º | Título                                     | Duración |  |
| 1.  | «Guilty»                                   | 7:01     |  |
| 2.  | «Angel Eyes»                               | 7:40     |  |
| 3.  | «On the Grid»                              | 4:00     |  |
| 4.  | «Give Me Your Body»                        | 7:15     |  |
| 5.  | «Together»                                 | 6:53     |  |
| 6.  | «Rendez Vous on the Dark Side of the Moon» | 8:01     |  |